# Izsép (Darázs)
Izsép (horvátul: Topolje) falu Horvátországban, Eszék-Baranya megyében. Közigazgatásilag Darázshoz tartozik.

## Fekvése
Eszéktől légvonalban 34, közúton 47 km-re északra, községközpontjától 5 km-re északnyugatra, Baranyában, a Drávaszög északi részén, a Duna-holtág mellett, Hercegmárok és Dályok között fekszik.

## Története
A területén talált régészeti leletek tanúsága szerint Izsép környéke már az őskor óta lakott. Gázvezeték építését megelőző régészeti terepbejárás során a Slavonija Múzeum munkatársai Igor Vukmanić vezetésével a falu határában több régészeti lelőhelyet azonosítottak. A Karasica-pataktól keletre, az Izsépre menő úttól délre, két elhagyatott puszta között emelkedő fennsíkon a „Kod plota” lelőhelyen őskori kerámiák töredékeit találták, melyből nyilvánvalóan következett, hogy itt őskori település volt. Ugyancsak ennek a bejárásnak a során a Karasicától nyugatra a „Kod trešnje – Slatina” lelőhelyen bevéséssel díszített bronzkori kerámiákat találtak. Ennek közelében a Karasica felé enyhén lejtő szántóföldön a „Selište” lelőhelyen téglatöredékek mellett egy átfúrt kerek kerámiatárgy is előkerült, mely valószínűleg nehezékként szolgált.
Izsép Árpád-kori település. Első írásos említése 1247-ben „villa Ysep” alakban a pécsi káptalan bizonyságlevelében történt, mely szerint Izsépi Cel Nána körüli szigetének felső részét, és Izsép nevű földjének negyedrészét az esztergami káptalannak eladta. 1261-ben a pécsi káptalan a király parancsára Izsép („Isep”) határait megjáratta és leírta.  1262-ben IV. Béla király a Gug fia János és az esztergomi káptalan közötti, „Isep” helységről szóló törvénykezési egyezséget hagyta jóvá. A települést 1341-ben „Yzeph”, 1372-ben „Isyp”, 1382-ben „Isyph”, 1494-ben „Yseep” alakban említik. A szekcsői Herczegek birtoka volt. A török 1526-ban szállta meg. Az 1591-es török adókönyvben „Izsép” néven 17 kapuval szerepel. Az adókönyv nevei alapján a falut magyarok lakták.
A térség 1687-ben szabadult fel a török uralom alól. A felszabadítás után Izsép a bellyei uradalom része lett. A bellyei uradalom részeként előbb kamarai birtok, majd királyi adományként hadi érdemeiért Savoyai Jenő herceg kapta meg. Savoyai 1736-os halála után, miután örököse nem volt, a birtok a kamarára szállt. Mária Terézia 1780. május 5-én leányának Mária Krisztinának és férjének, Szász-Tescheni Albert hercegnek adományozta. Miután ők is gyermektelenek voltak, a birtokot Károly Lajos főherceg örökölte. Károly örököse fia, Albrecht lett, majd halála után Albrecht testvérének fia, Frigyes lett a következő ura, egészen az első világháborúig.
1857-ben 1622, 1910-ben 1600 lakosa volt. Baranya vármegye Mohácsi járásához tartozott. A település az első világháború után az új szerb-horvát-szlovén állam, majd később (1929-ben) Jugoszlávia része lett. 1941 és 1944 között ismét Magyarországhoz tartozott, majd a háború után ismét Jugoszlávia része lett. 1991-ben lakosságának 83%-a horvát, 8%-a magyar, 5%-a szerb nemzetiségű volt. A településnek 2011-ben 395 lakosa volt.

## Népessége
| Lakosság változása | Lakosság változása | Lakosság változása | Lakosság változása | Lakosság változása | Lakosság változása | Lakosság változása | Lakosság változása | Lakosság változása | Lakosság változása | Lakosság változása | Lakosság változása | Lakosság változása | Lakosság változása | Lakosság változása | Lakosság változása |
| ------------------ | ------------------ | ------------------ | ------------------ | ------------------ | ------------------ | ------------------ | ------------------ | ------------------ | ------------------ | ------------------ | ------------------ | ------------------ | ------------------ | ------------------ | ------------------ |
| 1857               | 1869               | 1880               | 1890               | 1900               | 1910               | 1921               | 1931               | 1948               | 1953               | 1961               | 1971               | 1981               | 1991               | 2001               | 2011               |
| 1.622              | 1.655              | 1.702              | 1.817              | 1.723              | 1.600              | 1.169              | 1.161              | 951                | 928                | 1.072              | 947                | 781                | 683                | 473                | 395                |

## Gazdaság
A településen hagyományosan a mezőgazdaság, az állattartás, valamint a szőlő- és gyümölcstermesztés képezi a megélhetés alapját. A faluban évtizedekig (1976-tól önállóan) működött a Topolje mezőgazdasági szövetkezet. Később megalapították a „Cerine” mezőgazdasági szövetkezetet és a „Zeleno zlato” vállalatot.

## Nevezetességei
- A falun kívül áll a Szent Péter és Pál apostolok tiszteletére szentelt római katolikus plébániatemploma.[12] A templomot 1722-ben építették barokk stílusban Savoyai Jenő költségén a török elleni győzelem emlékére. Egyhajós épület félköríves szentéllyel, az északi homlokzathoz épített sekrestyével. A főhomlokzatból, amelyet lágy barokk kontúrvonal zár le, egy kétszintes portikusz ugrik elő. A templom Horvátország egyik legfontosabb barokk szakrális épülete. A plébániát 1775-ben alapították újra.

- Szent Márk evangélista tiszteletére szentelt római katolikus templomát 1890-ben építették.

- A kulturális örökség része a Republike utca 73. szám alatti, 1923-ban épített lakóház.[13] A hagyományos építésű ház a fő lakóépületből, a nyári konyhából, a megtárból, az istállóból, két kukoricagóréból, a disznóólból és a tyúkólból áll. A ház oromzatos típusú, elöl három ablakkal és egy hosszanti nyitott verandával. Egy utcai szobából, a középen elhelyezkedő konyhából és három mellékhelyiségből áll. A ház belsejét eredeti bútorok és berendezési tárgyak díszítik, amelyek a 20. század első felének mindennapi életéhez tartoztak. A ház karbantartója a topoljei Baranja Régiségek Egyesülete "Ižip" csoportja.

## Kultúra
- „Mária május királynője” (Marijo svibnja kraljice) baranyai templomi énekkarok szemléje.
- „Baranjac” Topolje kulturális és művészeti egyesület
- „Ižip” baranyai régiségbarátok egyesülete
- „Ižipci” férfikar
- „Ižipkinje” női kar

## Oktatás
A településen a Darázsi Általános Iskola területi iskolája működik.

## Sport
- Az NK Baranjac Topolje labdarúgóklub 2013-ig működött.
- LD „Sokol” Topolje vadásztársaság.
- ŠRD „Puškaš” sporthorgász egyesület.

## Egyesületek
- DVD Topolje önkéntes tűzoltó egyesület.
- „Čibogat” borászok, szőlő- és gyümölcstermesztők egyesülete. (Alapítva: 2010.)